# Busserolles
Busserolles é uma comuna francesa na região administrativa da Nova Aquitânia, no departamento Dordonha. Estende-se por uma área de 31,61 km². Em 2010 a comuna tinha 513 habitantes (densidade: 16,2 hab./km²).